# Francisco Javier Martínez Fernández
Francisco Javier Martínez Fernández (Madrid, 20 de dezembro de 1947) é um clérigo espanhol e arcebispo católico romano de Granada.
Nasceu em Madrid e formou-se no Seminário Madrid-Alcalá. Em 3 de abril de 1972 foi ordenado sacerdote. Ele se formou na Pontifícia Universidade Comillas e é ex-aluno da École biblique em Jerusalém. Ele completou um programa de mestrado na Universidade Católica da América e recebeu seu doutorado em filosofia e linguística semítica lá em 1985. Entre 1972 e 1985 foi primeiro pároco em Casarrubuelos (perto de Madri), depois lecionou no seminário de Toledo e finalmente foi professor assistente na Universidade da América.
Em 20 de março de 1985 foi nomeado bispo titular de Voli pelo Papa João Paulo II e nomeado bispo auxiliar em Madri. Em 11 de maio de 1985, a consagração episcopal foi realizada pelo Arcebispo de Madri, D. Ángel Suquía Goicoechea; Os co-consagradores foram o Cardeal Vicente Enrique y Tarancón e o Arcebispo Antonio Innocenti. 
Em 1996 foi nomeado Bispo de Córdoba e em 15 de março de 2003 foi nomeado Arcebispo de Granada.
Em 2009, Martínez foi criticado por suas declarações moralizantes sobre o aborto. O site elcorreoweb.es cita suas declarações de que as práticas de aborto são um "genocídio silencioso" e suas comparações da Espanha com o nacional-socialismo. Martínez continuou dizendo que "este crime [de uma mulher] contra seu filho inocente" dá "aos homens o direito absoluto de abusar de seus corpos sem limites". tem "autoridade absoluta para fazer com esta mulher e seu corpo como bem entender".
Em 2014, ele foi criticado por lidar de forma imprópria com um escândalo de abuso em Granada envolvendo dez padres e dois leigos de sua diocese. Diz-se que ele interveio tarde demais, e apenas sob pressão do Vaticano, depois que uma vítima se queixou diretamente ao Papa Francisco.